# 공손승

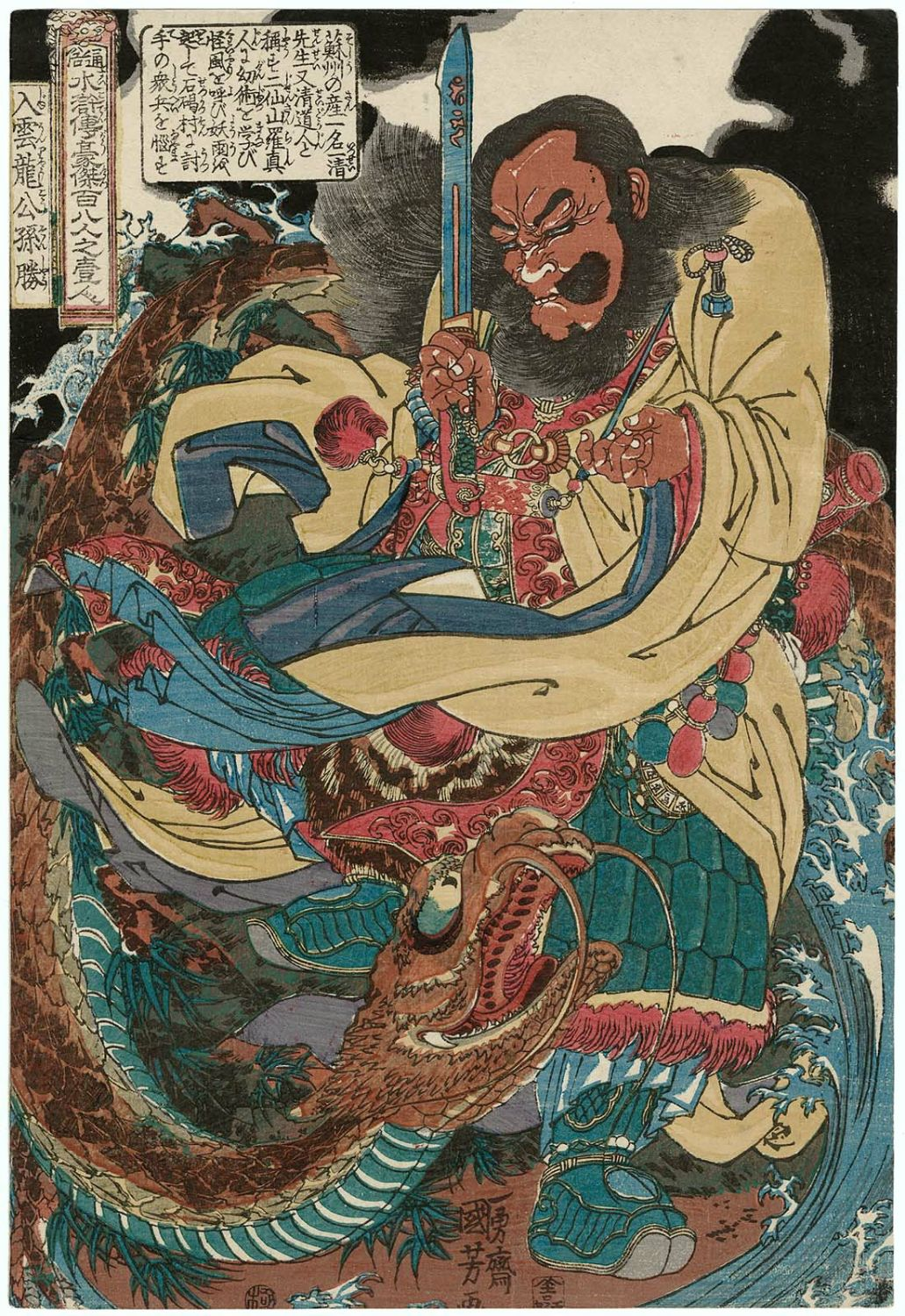
우타가와 구니요시가 그린 공손승 우키요에

공손승(중국어 정체자: 公孫勝 궁쑨성[*])은 중국의 사대기서 중 하나인 《수호전》에 등장하는 인물로, 108성 중 4위이자 천강성(天罡星)의 천한성(天閒星)에 해당한다. 별호는 입운룡(入雲龍)이고 도호는 일청도인(一淸道人)이다. 양산박에서는 오용과 함께 군사를 맡는다.
수행 중인 도사이며, 그 도술로 종종 양산박군을 위기에서 구한다. 세속에 얽매이지 않은 분위기를 지닌 인물이지만 조개의 저택 하인의 태도가 나쁘다고 때려눕히는 등 무뢰한다운 면모도 보인다.

## 생애
호걸로 소문났던 조개에게 재상에게 보내는 생일축하 물품들(생신강)은 백성의 혈세로 이뤄진 불의의 재물이니 빼앗아 버리자고 한다. 조개, 오용 등과 함께 생신강을 탈취해 양산박에 몸을 담는다.
도술 선인·나진인의 제자로 바람을 불러 신병을 불러들이는 등 강력한 법술을 사용하였으며, 시진 구출 시에 요술사 고렴과의 전투를 시작으로 망탕산의 수괴인 번서, 요나라의 하중보 등 여러 요술사와의 싸움에서 종종 궁지에 빠진 양산박을 구한다. 특히 공손승 스스로도 자신과 맞먹는 기량을 지녔다고 인정한 전호군의 국사 교도청과는 오색의 용이나 대붕을 소환하는 등 법력을 다한 격전을 벌였고, 나진인으로부터 전수받은 오뢰정법의 비오의로써 교열을 압도하였다.
그러나 이후 왕경토벌에서는 폭염에 시달리는 아군 병사들에게 시원한 바람을 불어 더위를 식힌 것을 끝으로 활약의 기회가 줄어든다. 그리고 노모를 고향에 남겨둔 것이나 나진인이 공손승의 수행을 계속 간절히 바라기도 하여 강남의 방랍토벌을 앞두고 양산박에서 빠져 수행의 길로 돌아간다. 요나라전 등에서도 한 명도 빠지지 않았던 양산박 108명의 첫 이탈자이자 이후 양산박군 붕괴의 전조가 됐다.
방랍의 난 후에 관직을 사임한 주무와 번서는 공손승을 찾아가 제자가 되기를 원했기 때문에 두 사람은 도술을 배우게 되었다.

## 여담
공손승은 《수호전》 이야기 성립 속에서 비교적 늦게 등장한 인물이다. 송말원초 주밀(周密)이 기록한 《계신잡기》(癸辛雜記)에 의하면 공성여(龔聖與)가 만든 송강 36인 화찬(북송말 도적단 송강 36인에 대한 찬사)에서는 이름이 보이지 않는다. 시대가 흐르면서 수호전의 원형이 된 설화집 《대송선화유사》(大宋宣和遺事)에서 6위에 이름이 올라 있다.

## 대중 문화
영상 매체에서 공손승을 연기한 배우는 다음과 같다.
- 장싱야: 드라마 《수호》(1983)
- 우광린: 영화 《완씨삼웅》(1988)
- 왕융구이: 드라마 《수호전》(1998)
- 퉈쭝화: 영화 《입운룡공손승》(2010)
- 징강산: 드라마  《수호전》(2011)
- 양융원: 드라마 《무송》(2013)